# Dům U Severní hvězdy
Renesančně upravený Dům U Severní hvězdy č. p. 16 je dvoupatrový měšťanský dům nacházející se v jižní části litoměřického Mírového náměstí, v těsném sousedství Domu Kalich, původně zvanému Dům pod Bání.

## Historie domu a jeho stavební vývoj
Dům U Severní hvězdy, postavený na přelomu 15. století a 16. století, má ve svých základech gotickou stavbu zahrnující sklepy a přízemí domu s širokým obloukem v podloubí. Litoměřická podzemní sklepení patří k nejrozsáhlejším v Čechách. V renesanci byl původně dvoupatrový dům zvýšen o patro a ukončen renesančním štítem s volutovými křídly a dvěma oválnými okénky. Fasáda je zakončena trojúhelníkovitým tympanonem s obeliskem ve vrcholu a koulemi po stranách. Okna mají původní kamenné římsy a rámy. Pod prostředním oknem druhého patra je malý kamenný štítek s rodovým znakem. V zadním traktu směrem do dvora je obdélníková komora. V interiéru přízemí se před schodištěm s vyřezávaným zábradlím nacházejí dvě pole křížových kleneb s hřebínky. Další prostory jsou plochostropé, a stejně tak i místnosti prvního a druhého patra, kde se zachovaly původní renesanční krovy. Vnitřní prostory domu byly částečně přestavěny v 19. století.
Dům U Severní hvězdy přiléhá k Domu Kalich, který je místem Městského úřadu. Uvažuje se proto o tom, že některé kanceláře a Městské informační centrum, nacházející se v domě Kalich, budou převedeny do sousedního domu U Severní hvězdy. Oba objekty patří k nemovitým kulturním památkám Čech.